# Ginni Rometty
Virginia "Ginni" Rometty (nascuda el 29 de juliol de 1957) és una executiva de negocis nord-americana que va ser presidenta executiva d'IBM després de deixar el càrrec de CEO l'1 d'abril de 2020. Anteriorment va ser presidenta, presidenta i CEO d'IBM, convertint-se en la primera dona a encapçala l'empresa. Es va retirar d'IBM el 31 de desembre de 2020, després d'una carrera de gairebé 40 anys allà. Abans de convertir-se en presidenta i consellera delegada el gener de 2012, es va incorporar a IBM com a enginyera de sistemes el 1981 i posteriorment va dirigir vendes, màrqueting i estratègia globals.
Mentre era directora general de la divisió de serveis globals d'IBM, l'any 2002 va ajudar a negociar la compra d'IBM del negoci de consultoria informàtica de PricewaterhouseCoopers, fent-se coneguda pel seu treball integrant les dues empreses. Com a directora general, va centrar IBM en l'anàlisi, la computació en núvol i els sistemes informàtics cognitius.
El mandat de Rometty com a consellera delegada d'IBM va estar marcat per premis que inclouen les 50 persones més influents del món de Bloomberg, les "50 dones més poderoses en els negocis" de Fortune, les 20 persones més importants de la tecnologia de Time i les 50 millors dones en tecnologia d'Amèrica de Forbes. El seu mandat també va ser rebut per ferotges crítiques relacionades amb les bonificacions de compensació dels executius, els acomiadaments, la subcontractació i la presidència de 24 trimestres consecutius de disminució d'ingressos.